# Geranium ruprechtii
Geranium ruprechtii är en näveväxtart som först beskrevs av Jurij Nikolajevitj Voronov, och fick sitt nu gällande namn av Aleksandr Alfonsovitj Grossgejm. Geranium ruprechtii ingår i släktet nävor, och familjen näveväxter. Inga underarter finns listade i Catalogue of Life.